# Johann Michael Haussmann
Johann Michael Haussmann, auch: Jean-Michel Haussmann, Johann Michael Haußmann (geb. 4. Februar 1749 in Colmar; gest. 16. Dezember 1824 in Straßburg), war ein elsässischer Textilfabrikant und Chemiker.

## Lebensweg

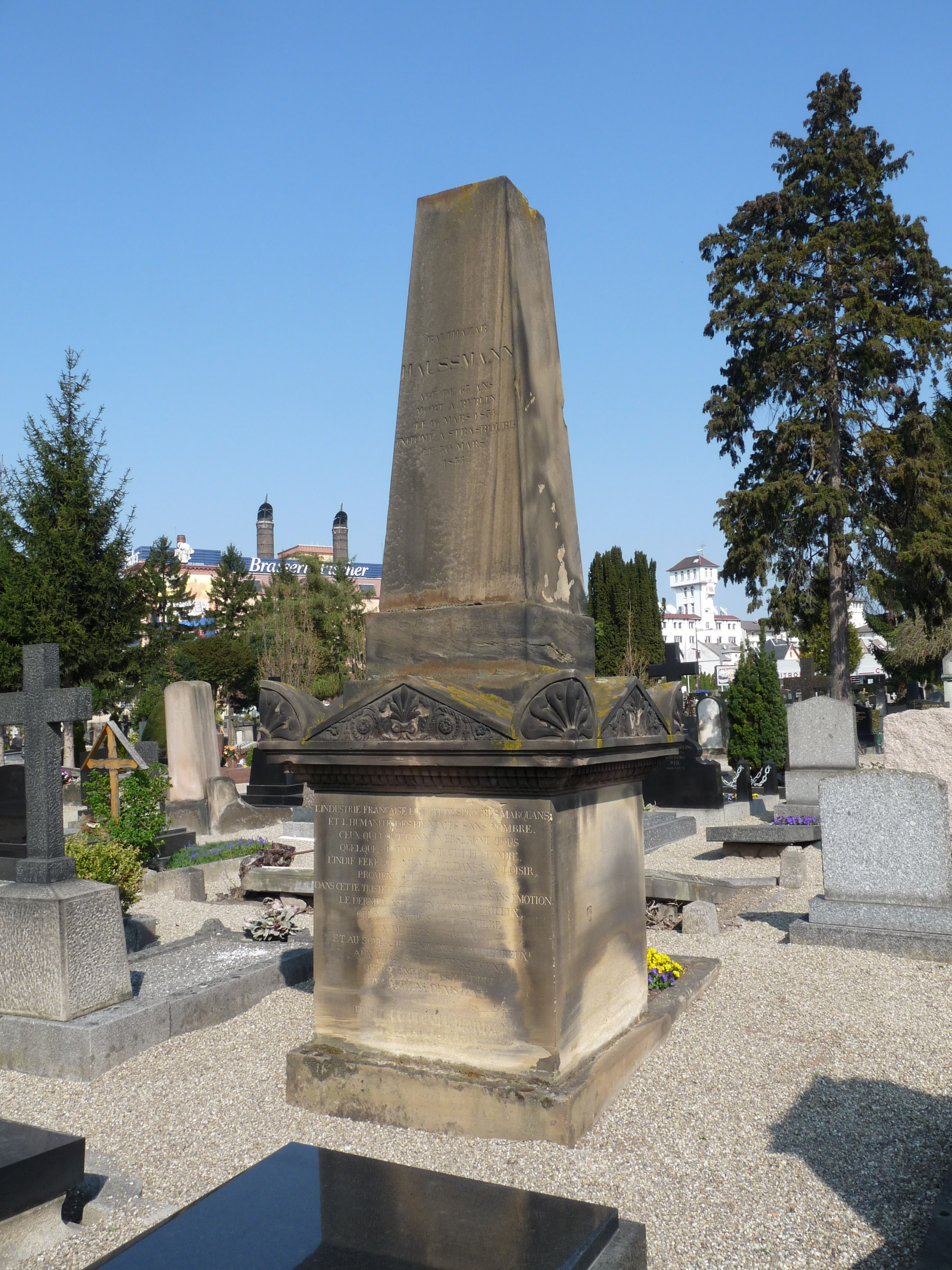
Das Grab Johann Michael Haussmanns auf dem Friedhof Sainte-Hélène in Straßburg

Johann Michael Haussmanns Eltern waren der Apotheker Christian Haussmann (geboren circa 1715 in Colmar; gestorben 1793 ebenda) und seine Ehefrau Barbe Buob. Das Paar hatte 15 Kinder, von denen Johann Michael (auch: Jean-Michel) Haussmann das vierte war.
Johann Michael Haussmann studierte zunächst Pharmazie in Genf und dann in Paris. Dann wandte Haussmann sich jedoch der Farbchemie, der Färbetechnik und den Druckverfahren für textile Stoffe zu. Er ging nach Augsburg zu dem Textilfabrikanten Johann Heinrich Schüle (1720–1811). 1772 verließ Haussmann Augsburg wieder und gründete zunächst, mit finanzieller Hilfe Schüles, in Rouen eine eigene Kattun-Manufaktur.
Nach Robert Forrer (1866–1947) soll Haussmann eine von Schüles Töchtern geheiratet haben, also Schüles Schwiegersohn geworden sein. Nach einer anderen Quelle heiratete Johann Michael Haussmann im Jahr 1776 Elisabeth Hübschmann aus Straßburg und hatte mit ihr fünf Kinder: 
1. Louise (1780–1833)
2. Chrétien / Christian (1781–1832)
3. Jacques (1783–1832)
4. Henriette (1790–1829)
5. Balthasar (1791–1854)

Im Jahr 1775 gründete Johann Michael Haussmann mit zweien seiner Brüder eine neue Kattun-Manufaktur am Logelbach in Wintzenheim bei Colmar, die Manufacture privilegiée de perses et d'indiennes, in die 1778 auch sein Schwager L. André Jordan aus Berlin und der Augsburger Georg Adam Emmerich als Teilhaber eintraten. Bald darauf eröffneten Haussmann, Emmerich, Jordan & Co. ein Verkaufslager in Versailles. Diese Firma, die sich neben der Färbung und Bedruckung auch der Spinnerei und Weberei von Baumwoll-Tuchen widmete, blieb etwa ein Jahrhundert lang in den Händen der Familie Haussmann. Johann Michael Haussmann erzielte wichtige Fortschritte in der Textilfärberei und publizierte seine Erkenntnisse über Verbesserungen auf dem Gebiet der Druckerei, Färberei und Bleicherei von Textilien in mehreren Aufsätzen und Abhandlungen. 
Johann Michael Haussmann war Mitglied der Freimaurerloge von Colmar im Jahr 1775 und der Freimaurerloge von Mülhausen im Jahr 1809.
Johann Michael Haussmanns Bruder Nicolas Haussmann war der Großvater von Georges-Eugène Haussmann (1809–1891), dem Stadtplaner von Paris.